# La Rotondina
La Rotondina è una chiesa di Nerviano.

## Storia
È chiamata "La Rotondina" per via della forma circolare, mentre per la dedicazione è anche conosciuta come "Annunciata". L'edificio religioso è infatti intitolato alla Beata Vergine dell'Annunciata.
La decisione di costruire questa chiesa nacque verso la fine del XVII secolo. I nervianesi volevano infatti un tempio campestre in cui custodire e proteggere l'immagine della Beata Vergine. Il permesso della Curia arcivescovile di Milano di costruire una nuova chiesa arrivò nel 1681. La posa della prima pietra fu nel 1684, mentre il completamento della chiesa avvenne nel 1696. L'edificio religioso fu consacrato il 24 aprile 1696. I lavori di perfezionamento dell'opera architettonica, in particolar modo delle opere pittoriche, continuarono anche dopo tale data e durarono circa un secolo.
Nel XIX secolo la chiesa non subì né variazioni né abbellimenti. Nel secolo successivo, a causa dell'espansione edilizia del centro abitato, la Rotondina entrò nel contesto urbano di Nerviano. Negli anni trenta del secolo citato furono eseguiti i primi lavori di restauro. Dopo qualche decennio di abbandono, la Rotondina fu nuovamente restaurata negli anni settanta. Questi ultimi lavori, a differenza di quelli precedenti, coinvolsero profondamente l'edificio.

## La chiesa
Fu scelto di costruire una chiesa a pianta circolare per sottolinearne la funzione di incontro. La Rotondina è infatti situata all'incrocio di due strade e possedeva tre ingressi (i due ingressi laterali furono eliminati in epoche successive). Nell'absidiola è stato dipinto un affresco che rappresenta l'Annunciazione.